# Takahito de Mikasa
Pour les articles homonymes, voir Mikasa.
Le prince Takahito de Mikasa (三笠宮 崇仁 親王 殿下, Mikasa-no-miya Takahito shinnō denka), plus généralement appelé le prince de Mikasa (三笠宮 親王, Mikasa-no-miya shinnō), né le 2 décembre 1915 au Kōkyo, ou palais impérial de Tokyo, et mort le 27 octobre 2016, est un archéologue et linguiste orientaliste, membre de la famille impériale japonaise.
Quatrième et plus jeune fils de l'empereur défunt Taishō (Yoshihito) et de l'impératrice Teimei (Sadako), frère cadet de l'empereur Shōwa et des princes Yasuhito de Chichibu et Nobuhito de Takamatsu, il est l'oncle de l'empereur du Japon Akihito et, à sa mort, il est le doyen de la maison impériale du Japon.

## Biographie

### Enfance

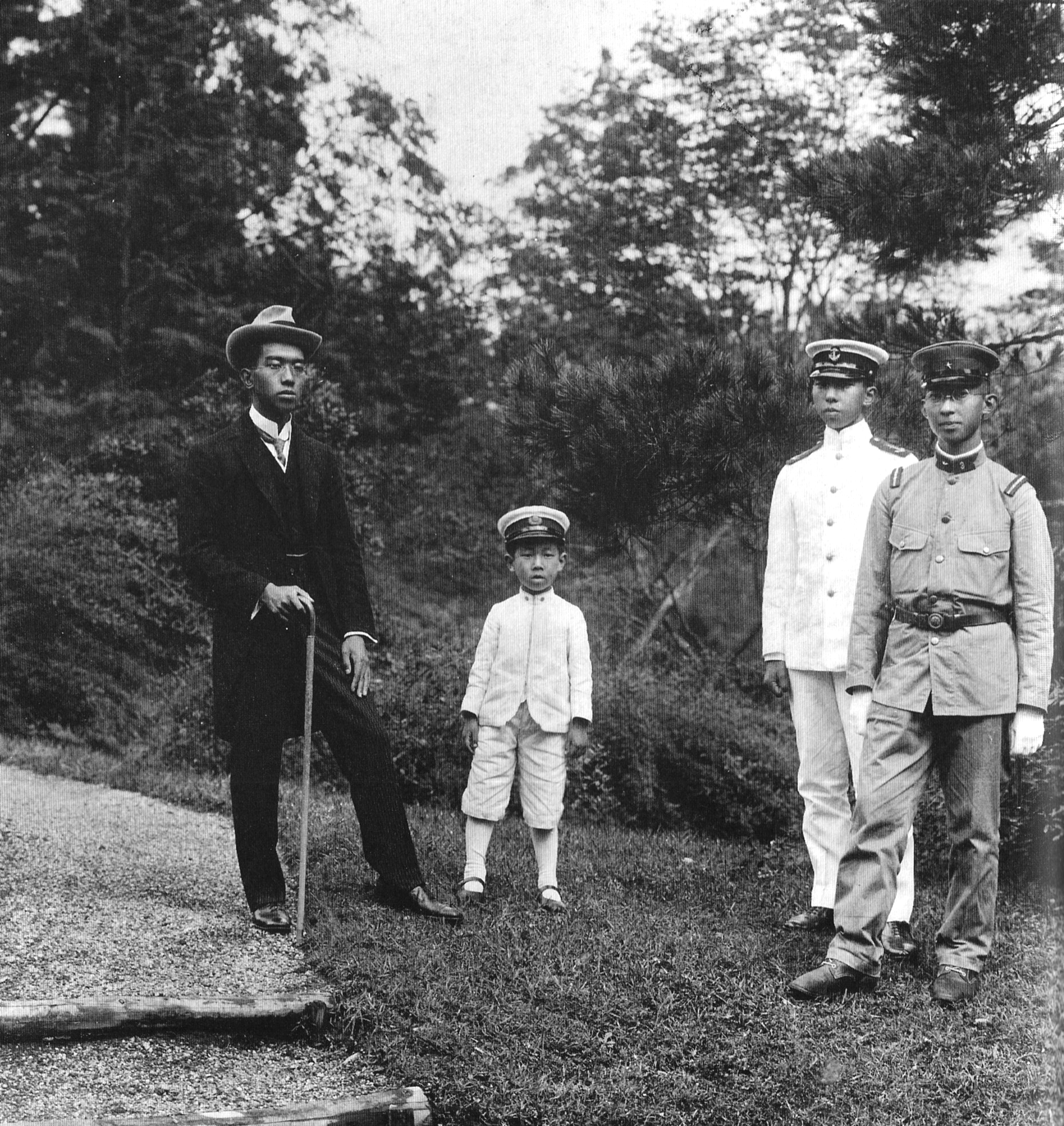
Les quatre fils de l'empereur Taishō en 1921 : Hirohito, Takahito, Nobuhito et Yasuhito.

Sept jours après sa naissance, le 21 décembre 1915[réf. nécessaire], il reçoit le prénom Takahito (崇仁), qui utilise le kanji 崇 (sū, shū, takai, agameru ou tattobu) signifiant « estimé, honoré, révéré, vénéré », et le nom honorifique « de Sumi » (澄宮, Sumi-no-miya), le kanji 澄 (chō, sumi, sumu ou sumasu) renvoyant à la notion de pureté et de clarté. Sa titulature complète d'enfant impérial est alors : Son Altesse impériale le prince impérial Takahito de Sumi (澄宮 崇仁 親王 殿下, Sumi-no-miya Takahito shinnō denka). Il reçoit également, le même jour que ses noms, son emblème personnel (お印, o-shirushi) : le cèdre du Japon (若杉, wakasugi).
Séparé de ses parents pour être éduqué par des précepteurs privés une fois ses trois ans passés en 1918, il intègre, comme tous les membres de la famille impériale depuis 1877, la compagnie scolaire pour enfants de l'aristocratie Gakushūin pour sa scolarité élémentaire et secondaire de 1922 à 1932. Ayant de nombreuses années de différence avec ses frères aînés (14 ans avec le prince héritier Hirohito, 13 ans avec le prince Yasuhito de Chichibu et 10 ans avec le prince Nobuhito de Takamatsu), tous ont déjà quitté Gakushūin lorsque lui-même y rentre. Et il est encore dans sa première année de collège lorsque son père meurt le 25 décembre 1926 et que son frère aîné lui succède comme empereur du Japon.

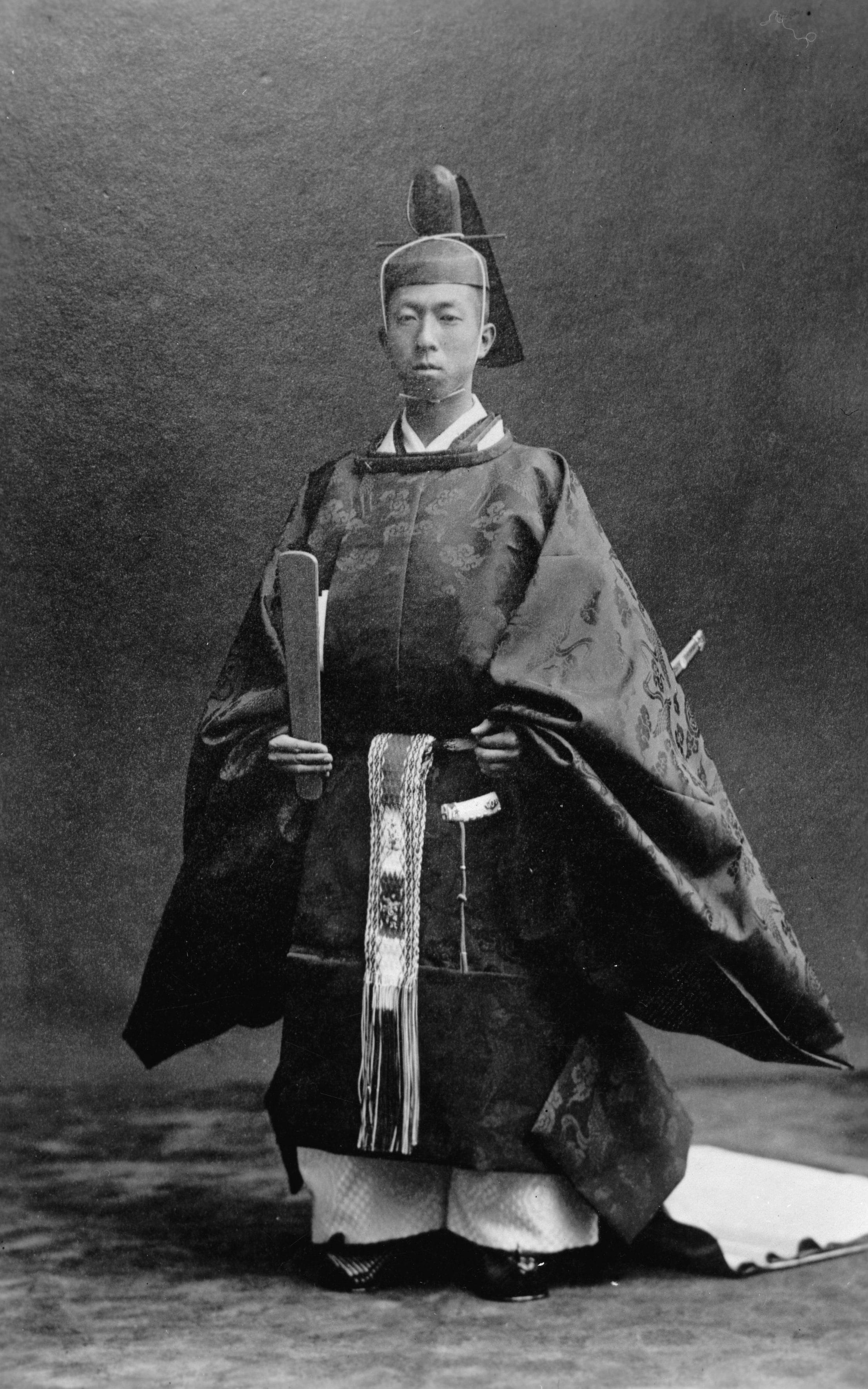
Le prince de Mikasa en 1936.

### Carrière militaire
Comme les autres cadets de l'empereur Hirohito, il embrasse une formation et une carrière militaire, pour sa part au sein de l'Armée de terre et plus particulièrement de la cavalerie. Ainsi, à sa sortie du lycée en 1932 il intègre l'Académie de l'Armée impériale japonaise, dont il sort diplômé en 1935 avec le grade de sous-lieutenant. La même année, le jour de son vingtième anniversaire le 2 décembre, l'empereur du Japon lui concède le droit de créer sa propre maison princière au sein de la famille impériale avec le titre de prince de Mikasa (三笠宮, Mikasa-no-miya), du nom du mont Mikasa situé dans l'antique capitale impériale de Nara, abandonnant de ce fait son titre de complaisance de prince de Sumi.
En juin 1936, il intègre le Cinquième Régiment de Cavalerie, élevé au grade de lieutenant de première classe en 1937, diplômé de l'École d'équitation de la Cavalerie impériale en 1938, promu capitaine en 1939 avant de sortir en 1941 du Collège de l'État-Major de l'Armée impériale comme major lors de l'expansion de l'Empire pendant la Seconde Guerre mondiale.
Il est alors assigné comme officier au Quartier général du Corps expéditionnaire japonais à Nankin de janvier 1943 à janvier 1944 sous le nom de code de capitaine d'État-major Wakasugi (若杉), en référence à son emblème végétal personnel. Son but est de renforcer la légitimité d'un État fantoche et collaborateur, le Gouvernement national réorganisé de la république de Chine dirigé par Wang Jingwei, et de coordonner les différentes composantes de l'armée japonaise afin de mener une initiative de paix en Chine. Le lancement par le quartier général impérial de l'opération Ichi-Go mettra en échec le travail effectué depuis un an par le prince. De retour à Tokyo, il sert au sein du quartier général impérial jusqu'à la fin de la guerre en août 1945.
Plusieurs historiens mettent en avant qu'il aurait été au courant, sans y avoir participé, de plusieurs crimes de guerre japonais commis durant cette guerre, et notamment des expérimentations bactériologiques de l'unité 731, où des prisonniers étaient soumis à des vivisections et à des tortures dans un but de recherche militaire. Il réalise ainsi, lors de son passage en Chine, une inspection du quartier général de cette section à Pingfang près de Harbin, et écrit dans ses mémoires qu'on lui a fait voir des films montrant des expérimentations de gaz sur des prisonniers chinois dans les plaines de Mandchourie. Selon Daniel Barenblatt, les princes Mikasa et Tsuneyoshi Takeda ont assisté à une projection spéciale donnée par Shirō Ishii, le chef de l'unité, d'un film montrant les avions impériaux larguant des bombes en céramique contenant des puces porteuses de la peste au-dessus du port chinois de Ningbo en 1940. Plus tard, lors d'un entretien accordé au Yomiuri Shinbun le 6 juillet 1994, il dit avoir appris d'un ancien médecin militaire basé en Mandchoukouo que les autorités militaires japonaises avaient tenté d'empoisonner, sans succès, avec des souches de choléra les neuf membres de la commission d'enquête envoyée par la Société des Nations en 1931 sous l'égide du comte Victor Bulwer-Lytton pour déterminer les causes réelles de la guerre entre le Japon et la Chine en 1931 et savoir qui était l'agresseur.
Après la fin de la Seconde Guerre mondiale, il fait partie, avec les princes Nobuhito Takamatsu (son frère aîné), Fumimaro Konoe et Naruhiko Higashikuni (deux anciens Premiers ministres), des partisans de l'abdication de l'empereur et de la mise en place d'une régence. Selon le témoignage écrit du ministre du Bien-être Hitoshi Ashida, il aurait réclamé cette abdication lors d'une séance du Conseil privé tenue le 27 février 1946 devant Hirohito lui-même.

### Après la guerre: le spécialiste du Moyen-Orient antique

Prince Mikasa, 1958.

Le prince de Mikasa intègre après la fin de la guerre la faculté des lettres de l'université de Tokyo comme auditeur libre et commence à étudier l'archéologie, la philologie et la linguistique, en s'intéressant tout particulièrement aux civilisations du Moyen-Orient et aux langues sémitiques, notamment l'hébreu. Il est membre depuis 1954 de la Société des Études Proche-orientales du Japon, et crée en 1975 le Centre de la Culture du Moyen-Orient de Mitaka, dont il demeure jusqu'à sa mort le président d'honneur. Il a enseigné l'histoire de l'Orient ancien à l'université chrétienne pour femmes de Tokyo à partir de 1955 et à l'université d'Aoyama Gakui à Shibuya, et a été conférencier honoraire à la faculté des beaux-arts de l'université nationale des beaux-arts et de la musique de Tokyo entre 1985 et 2002.
Ses obligations officielles, ses recherches et ses activités de conférencier l'ont amené à visiter plus de trente pays. Il est élu associé étranger de l'Académie des inscriptions et belles-lettres en novembre 1991 et confrère honoraire de la School of Oriental and African Studies de l'université de Londres en juin 1994.
Son intérêt pour le Moyen-Orient lui vaut aussi d'être président d'honneur de la Société Japon - Turquie et de l'Association des éditeurs pour un échange culturel. En tant que chercheur, il est président d'honneur de la Fondation Waksman Japon.
Passionné par le christianisme des origines et le judaïsme, il est très critique vis-à-vis des mythes et traditions shintō. En janvier 1958, il écrit une lettre ouverte pour s'opposer à la restauration du Kigen-setsu (importante fête du Shintoïsme d'État instituée en 1872 pour célébrer l'anniversaire de la création mythique de la Nation japonaise par l'empereur légendaire Jimmu établie au 12 février 660 av. J.-C.), s'attirant alors des menaces de la part des milieux ultranationalistes.
Il garde également une certaine importance dans la politique de la famille impériale en étant l'un des deux représentants des membres de celle-ci au sein du Conseil de la maison impériale (organisme présidé par le Premier ministre chargé essentiellement de gérer les affaires matrimoniales de la famille régnante et la politique successorale) de 1951 à 1955 puis de 1963 à 2007 (il est de plus membre suppléant pour son frère le prince Nobuhito de Takamatsu de 1955 à 1963). Il est vice-président d'honneur de la Croix-Rouge japonaise.

### Mort
Le 27 octobre 2016, le prince de Mikasa meurt, à 100 ans. 

## Mariage, enfants et descendance

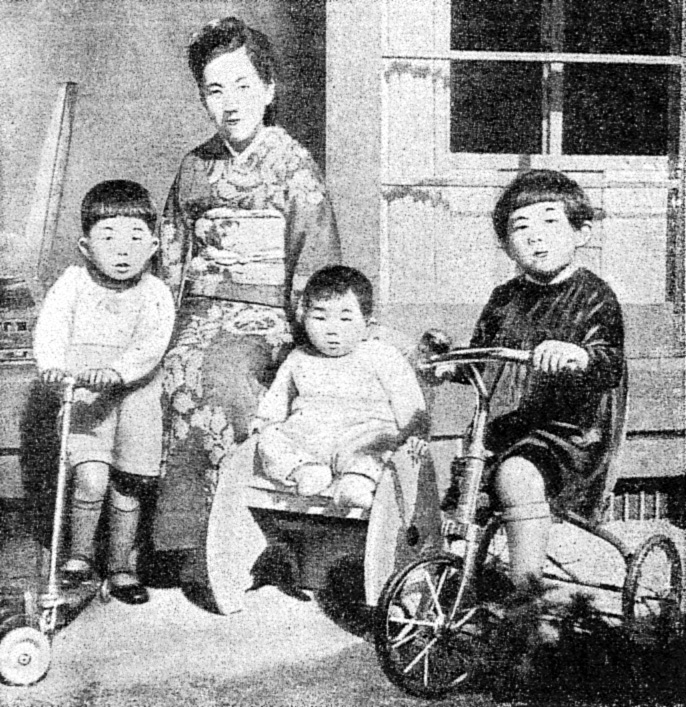
La princesse Yuriko et ses trois premiers enfants en 1950, avec de g. à dr. : Tomohito, Yoshihito et Yasuko.

Le 22 octobre 1941, il épouse Yuriko Takagi (6 juin 1923-15 novembre 2024), seconde fille du vicomte Masanori Takagi. Le couple princier a eu cinq enfants, trois fils et deux filles, qui lui ont donné neuf petits-enfants (six filles et trois garçons) :
- Yasuko Konoe (近衛 甯子, Konoe Yasuko?, née le 26 avril 1944), titrée Son Altesse impériale la princesse impériale Yasuko de Mikasa (甯子 内親王 殿下, Yasuko naishinnō denka?) jusqu'à son mariage, et donc sa sortie de la famille impériale, le 16 décembre 1966 avec Tadateru Konoe (frère cadet du Premier ministre Morihiro Hosokawa, petit-fils et héritier d'un autre ancien chef du gouvernement et ancien prince de la Kazoku Fumimaro Konoe), un fils :
  - Tadahiro Konoe (近衞 忠大, Konoe Tadahiro?), né le 18 juillet 1970.
- Tomohito de Mikasa (寬仁 親王 殿下, Tomohito shinnō denka?) né le 5 janvier 1946 et décédé le 6 juin 2012 (à 66 ans), marié le 7 novembre 1980 à Nobuko Asō (sœur de l'ancien Premier ministre Tarō Asō), deux filles :
  - Akiko de Mikasa (彬子 女王 殿下, Akiko jyoō denka?), née le 20 décembre 1980.
  - Yōko de Mikasa (瑶子 女王 殿下, Yōko jyoō denka?), née le 25 octobre 1983.
- Yoshihito de Katsura (桂宮 宜仁 親王 殿下, Katsura-no-miya Yoshihito shinnō denka?, né le 11 février 1948) - décédé le 8 juin 2014 (à 66 ans), sans alliance ni enfant.
- Masako Sen (千 容子, Sen Masako?, née le 23 octobre 1951), titrée Son Altesse impériale la princesse impériale Masako de Mikasa (容子 内親王 殿下, Masako naishinnō denka?) jusqu'à son mariage, et donc sa sortie de la famille impériale, le 14 octobre 1983 avec Soshitsu Sen, 16e Grand maître de l'école de Cérémonie du thé Urasenke. Trois enfants, deux fils et une fille :
  - Akifumi Sen (千 明史, Sen Akifumi?), né le 10 novembre 1984.
  - Makiko Sen (千 万紀子, Sen Makiko?), née le 11 juillet 1987.
  - Takafumi Sen (千 敬史, Sen Takafumi?), né le 6 juillet 1990.
- Norihito de Takamado (高円宮 憲仁 親王 殿下, Takamado-no-miya Norihito shinnō denka?, né le 29 décembre 1954 et décédé le 21 novembre 2002 à 47 ans), marié le 17 septembre 1984 avec Hisako Tottori (fille de l'industriel Shigejirō Tottori), trois filles :
  - Tsuguko de Takamado (承子 女王 殿下, Tsuguko jyoō denka?), née le 8 mars 1986.
  - Noriko Senge (千家 典子, Senge Noriko?), née le 22 juillet 1988.
  - Ayako Moriya (守谷 絢子, Moriya Ayako?), née le 15 septembre 1990.